# The Caine Mutiny (film)
The Caine Mutiny is een Amerikaanse oorlogsfilm uit 1954 onder regie van Edward Dmytryk. Het scenario is gebaseerd op de gelijknamige roman uit 1951 van de Amerikaanse auteur Herman Wouk. Destijds werd de film in Nederland uitgebracht onder de titel Muiterij op de Caine.
De film was een groot succes in de bioscopen en bracht in 1954 8.7 miljoen dollar op, op een budget van 2 miljoen dollar. Het was de grootste hit in de geschiedenis van Columbia Pictures. De film kreeg zeven Oscarnominaties, waaronder die van Beste film en Beste acteur, maar géén enkele werd verzilverd.

## Verhaal
1944, De commandant van de mijnenveger de USS Caine, William De Vriess, wordt afgelost door Captain Philip Queeg. Queeg is een heel andere officier dan De Vriess en stelt vrijwel gelijk een stricte discipline in bij zijn bemanning. Als de Caine de volgende dag fungeert als trekker van doelwitten voor andere schepen, kondigt Queeg op zeker moment de terugkeer naar Pearl Harbor aan. Maar voor hij het bevel kan geven ziet de kapitein hoe slordig een van de bemanningsleden er bij loopt en kaffert de officieren Willie Keith en Tom Keefer hiervoor uit. Hierdoor mist hij de kreet van de roerganger dat het schip de lijn met het doelwit zal vernielen. Even later raakt het doelwit los. Queeg is razend en probeert het incident te verhullen. In een ander incident raakt Queeg in paniek als het schip beschoten wordt en vaart weg van een groep landingsboten die nu zonder bescherming zitten. De officieren morren en noemen Queeg een lafaard.
Keefer raakt ervan overtuigd dat Queeg paranoïde gedrag vertoont en probeert mede-officier Steve Maryk ervan te overtuigen dat de kapitein van zijn commando moet worden ontheven op basis van mentale incapaciteit, te vinden in artikel 184 van het Marine reglement. Maryk wordt boos en weigert, maar later begint hij toch notities bij te houden over het gedrag van Queeg. De druppel die de emmer doet overlopen is het ‘aardbeienincident’. Als er aardbeien uit de kantine verdwijnen is Queeg ervan overtuigd dat een matroos moet beschikken over duplicaat van de sleutel van de opslagplaats voor de levensmiddelen. Queeg eist een zoektocht naar die sleutel. Maar dan horen Maryk, Keefer en Keith van Barney Harding dat een van de matrozen die in de kantine werkt de aardbeien heeft opgegeten en dat hij dat verteld heeft aan Queeg. De kapitein bedreigt Harding en eist dat hij zijn mond houdt over het opeten van de aardbeien door de matroos. Dus zoekt iedereen naar een niet bestaande sleutel. De drie officieren willen hun bevindingen rapporteren aan Admiraal Halsey, maar dan blijkt dat er een tyfoon aankomt.
Tijdens de hevige storm dringt Maryk er bij Queeg op aan om de koers te wenden en ballast aan boord te nemen. De kapitein weigert echter en samen met Keith ontheft Maryk Queeg van zijn commando. Als de Caine afmeert in San Francisco worden Maryk en Keith gearresteerd wegens muiterij en voor de krijgsraad gebracht. Barney Greenwald treedt na lang aandringen en met fikse tegenzin op als hun advocaat. Onder druk van de rechtzitting ontkent Keefer nu dat hij sporen van krankzinnigheid bij Queeg heeft gezien en dat hij nooit aan Maryk heeft voorgesteld Queeg van zijn commando te ontheffen. Dan getuigt een psychiater van de marine echter dat Queeg wel degelijk paranoïde gedrag vertoont. Onder het kruisverhoor van Greenwald vertoont Queeg ook dergelijk gedrag. De krijgsraad spreekt Maryk vrij. Tijdens het feestje om de goede afloop te vieren komt een dronken Greenwald binnen. De advocaat scheldt de aanwezige officieren uit omdat ze Queeg nooit voldoende hebben gesteund. Hij is met name woest op Keefer die hij de architect van de muiternij noemt, een man die de marine haat en een manipulator die zijn eigen handen schoon houdt, waarna hij champagne in Keefers gezicht gooit. Als de officieren de ruimte verlaten, blijft Keefer alleen achter. Keith laat zijn liefje op de kade achter op een nieuw schip, dat onder het bevel staat van William De Vriess.

## Rolverdeling
| Acteur           | Personage            |
| ---------------- | -------------------- |
| Humphrey Bogart  | Philip Francis Queeg |
| José Ferrer      | Barney Greenwald     |
| Van Johnson      | Steve Maryk          |
| Fred MacMurray   | Tom Keefer           |
| Robert Francis   | Willie Keith         |
| May Wynn         | May Wynn             |
| Tom Tully        | Commandant DeVriess  |
| E.G. Marshall    | Luitenant Challee    |
| Arthur Franz     | H. Paynter jr.       |
| Lee Marvin       | Meatball             |
| Warner Anderson  | Kapitein Blakely     |
| Claude Akins     | Horrible             |
| Katherine Warren | Mevrouw Keith        |
| Jerry Paris      | Barney Harding       |
| Steve Brodie     | Budge                |

## Scenario

### Boek
In 1951 publiceerde Herman Wouk de roman "The Caine Mutiny". De inhoud was gebaseerd op de ervaringen van de schrijver die tijdens de Tweede Wereldoorlog diende op een mijnenveger in de Stille Oceaan. De roman gaat met name over de morele en ethische beslissingen die de commandant van een schip op zee soms moet nemen. De muiterij vindt plaats tijdens een historische storm in december 1944 (zie Feit of fictie?). Het boek was een enorm succes en stond op 12 augustus 1951 bovenaan de bestsellerlijst van de New York Times, waar het boek tot 30 maart 1952 zou staan. Wouk kreeg de Pulitzerprijs voor de roman. Later bewerkte Wouk het deel van de roman dat over de krijgsraad gaat tot een toneelstuk in twee bedrijven onder de titel "The Caine Mutiny Court-Martial". Het stuk ging in première in het Plymouth Theater op 20 januari 1954 met onder anderen Henry Fonda en Lloyd Nolan. De verfilming van het boek zelf bleek echter een grotere uitdaging. De marine was bijvoorbeeld niet blij met het woord ‘muiterij’ in de titel en had ook andere bezwaren zoals het gedrag van de matrozen en de lafheid van Queeg. Zonder medewerking van de marine kon de film niet worden gemaakt, de studio kreeg dan geen locaties, schepen en uitrusting ter beschikking die nodig waren om de film te maken. Nadat Wouk de Pulitzerprijs won, raakte de marine wat milder gestemd. Producent Stanley Kramer kocht de filmrechten voor Columbia Pictures voor 60.000 dollar.

### Censuur en verwachtingen
Het schrijven van een bruikbaar scenario bleek nog een hele klus. Niet alleen moest men rekening houden met de Hollywood censuur van de Hays Code, maar ook met de eisen van de marine, met het machtige hoofd van Columbia Pictures Harry Cohn en niet in de laatste plaats met het bioscooppubliek. De roman, en het toneelstuk, van Wouk was zo populair bij het grote publiek dat de verwachtingen extreem hoog waren. Er verschenen artikelen in kranten en tijdschriften over een mogelijke verfilming en de te verwachten respons van het bioscooppubliek. De marine bleek een harde noot te kraken, voordat de Columbia Pictures de rechten verwierf, dienden meerdere studio’s al scenario’s in bij de marine die allemaal werden geweigerd. Samen Harry Cohn overlegde Stanley Kramer met de Marine over het scenario en uiteindelijk werden ze het eens over de volgende voorwaarden. Er mochten geen slordig geklede matrozen te zien zijn, terwijl de mannen niet als onaangepaste sufferds mochten uitgebeeld. Dat ging ook op voor het personage van Captain Queeg die absoluut niet mocht worden opgevoerd als een echte lafaard of een onsympathiek figuur. Belangrijk was verder dat de film zou openen met een tekstbord waarvan de eerste zin luidde, ‘dat er nooit een muiterij had plaatsgevonden in de US Navy’. Cohn en Kramer konden voorkomen dat de titel van de film werd veranderd in "The Caine Incident". De eisen van Harry Cohn ten opzichte van het script waren bekend. De studiobaas eiste altijd een ‘romantische subplot’, dat de film precies twee uur zou duren en dat er niet meer dan twee miljoen dollar werd uitgegeven, een cent of een seconde meer en de producent en regisseur verloren al hun rechten op de eindmontage.

### Van boek naar scenario
De eerste versie van het scenario kwam van Herman Wouk en was vijfhonderd pagina’s lang, overeenkomend met een film met een lengte van vijftien uur. Kramer keurde de versie af, ook vanwege het feit dat Wouk was gaan experimenteren met het bestaande materiaal uit het boek en een heel andere richting was ingeslagen. Scenarist Stanley Roberts deed een poging het lijvige scenario te herschrijven, maar kwam in conflict met Cohn nadat hij categorisch weigerde er een romantische subplot in te verwerken. Na zijn vertrek nam Michael Blankfort het scenario (inclusief de romantiek) over. Hij bedacht een romance tussen Keith en diens vriendinnetje May Wynn. Ook was Blankfort verantwoordelijk voor het terugbrengen van het scenario van Robert, dat 190 pagina’s telde, met nog eens vijftig pagina’s, hiermee werd ook voldaan aan de ‘eis van een lengte van twee uur’ van Cohn. Regisseur Edward Dmytryk was teleurgesteld door de coupures in het script van Roberts. Hij vond dat de film best drieënhalf uur mocht duren, zeker als daarmee de personages beter zouden zijn uitgewerkt en de gebeurtenissen logischer uitgewerkt.

## Casting
Voor de rol van Captain Queeg had Stanley Kramer vanaf het begin Humphrey Bogart voor ogen. Toch was Bogart eigenlijk twintig jaar te oud voor de rol. Het personage in het boek is amper zesendertig en Bogart was al vierenvijftig. Maar Columbia Pictures wilde Bogart en de acteur wilde de rol graag spelen. Dat laatste speelde een belangrijke rol bij de salarisonderhandelingen. Cohn weigerde om Bogart zijn normale hoge salaris (200.000 dollar) te betalen omdat hij wist dat de acteur zo gretig was om Queeg te spelen. Er waren geruchten dat zowel Dick Powell als Richard Widmark in de race waren en Bogart wilde er niet op gokken dat hij de rol zou verliezen vanwege zijn hoge financiële eisen en gaf toe aan Cohn. Een andere bijzondere keus voor een rol was die van Fred MacMurray als Keefer. Keefer komt in de film in beeld als een lafaard en een onsympathiek mens terwijl MacMurray altijd juist in sympathieke rollen werd gecast. Kramer gaf de acteur de rol omdat MacMurray’s vrouw net was overleden en acteren in de film hem zou helpen om afleiding te vinden.

## Productie
De productie begon op 3 juni 1953 en werd voltooid op 24 augustus 1953. De werktitel luidde ‘Authority and Rebellion’. Regisseur Edward Dmytryk, een van de Hollywood Ten (zie Zwarte lijst van Hollywood) was net weer terug in de filmindustrie. Hij had toegegeven aan de eisen van de HUAC en werd uit de gevangenis ontslagen nadat hij diverse collega’s van communistische sympathieën had beschuldigd.
De film werd geschoten op locatie in San Francisco en Yosemite in Californië en Pearl Harbor op Hawaï. De mijnenveger USS Thompson, een veteraan uit de Tweede Wereldoorlog en de Koreaanse oorlog, werd door de Marine beschikbaar gesteld als de USS Caine. Een jaar nadat de film was uitgebracht viel het doek voor de Thompson die uit de vaart werd genomen. De USS Kearsage die tijdelijk uit de vaart was gehaald vanwege komende moderniseringen, deed dienst als het vlaggenschip van Admiraal Halsey in de film.
De marine stelde ook een technisch adviseur beschikbaar, Commander James C. Shaw. Shaw hield ook toezicht op de eisen van de Marine dat marinepersonages in de film niet te veel afweken van de werkelijkheid. De commander greep in bij het filmen van de zogenaamde ‘aarbeienscène ’ toen hij tot zijn afgrijzen zag dat Bogart in zijn rol als Queeg zijn brood met boter besmeert. Volgens Shaw zou een Amerikaanse marineofficier zijn brood eerst in kleine stukjes breken en dan pas met boter besmeren. Bogart zag het ingrijpen van Shaw echter als een aanval op zijn manier van acteren. Producent Kramer greep in en liet de korsten van het brood afsnijden, hierdoor werden de stukjes kleiner en was het probleem opgelost. Lee Marvin was behalve als acteur ook aangesteld als onofficieel technische adviseur vanwege zijn kennis over de oorlog, de marine en oorlogsschepen in het bijzonder. Marvin diende tijdens de Tweede Wereldoorlog bij het korps Mariniers en wist genoeg van de dagelijkse gang op marineschepen om regelmatig in te grijpen als een ‘shot’ niet authentiek overkwam.

## Feit of fictie
De fictieve storm in de film en het boek was gebaseerd op de tyfoon met de bijnaam ‘Cobra’ die op 17 december 1944 raasde door het zuiden van de Stille Oceaan. Het konvooi onder leiding van admiraal Halsey, ‘Taskforce 38’, werd overvallen door de storm en de torpedobootjagers USS Spence, USS Hull en USS Monaghan zonken.
Het personage van Captain Queeg was enigszins gebaseerd op de commandant van de USS Hull, Lieutenant-Commander Joseph Marks, een veteraan die had gevaren op de gevaarlijke konvooien op de Atlantische Oceaan. Net als Queeg scherpte Marks de discipline aan toen hij het commando op de Hull overnam. De bemanning mocht niet langer over ditjes en datjes met elkaar praten en op de minste overtreding trok hij verlof in. In tegenstelling tot in het boek en de film vond er geen muiterij plaats op de Hull, maar werd een onderzoek naar Marks ingesteld in verband met zijn functioneren tijdens de storm. De conclusie was dat Marks niet ervaren genoeg geweest om de veiligheid van de Hull en zijn bemanning te handhaven. De USS Hull zonk in de storm die ook in het boek en de film wordt beschreven.

## Prijzen en nominaties
| Jaar | Prijs   | Categorie                 | Genomineerde(n)               | Uitslag     |
| ---- | ------- | ------------------------- | ----------------------------- | ----------- |
| 1954 | BAFTA's | Beste Buitenlandse Acteur | José Ferrer                   | Genomineerd |
| 1955 | Oscars  | Beste Film                | Stanley Kramer                | Genomineerd |
| 1955 | Oscars  | Beste Bewerkte Scenario   | Stanley Roberts               | Genomineerd |
| 1955 | Oscars  | Beste Muziek              | Max Steiner                   | Genomineerd |
| 1955 | Oscars  | Beste Montage             | Henry Batista William A. Lyon | Genomineerd |
| 1955 | Oscars  | Beste Geluid              | Lambert E. Day                | Genomineerd |
| 1955 | Oscars  | Beste Acteur              | Humphrey Bogart               | Genomineerd |
| 1955 | Oscars  | Beste Mannelijke Bijrol   | Tom Tully                     | Genomineerd |